# Новый Мир (Хабаровский край)
Но́вый Мир — село в Комсомольском районе Хабаровского края. Административный центр и единственный населённый пункт сельского поселения «Село Новый Мир».

## География
Расположено вблизи левого берега реки Амур, на одной из его проток (Кривая), в 13 км к югу от Комсомольска-на-Амуре.
Через село проходит автомобильная и железная дорога, ведущие к левобережному въезду на мост через Амур у Комсомольска-на-Амуре.
В селе находится озеро Киса, в непосредственной близости расположено Рудниковское озеро.

## История
Село образовано в 1927 году на месте деревни Пастуховка. В 1937 году в селе был организован колхоз «Коминтерн», который занимался производством мяса и молока, а также выращивал овощи для города.
В 1969 году для выполнения работ по строительству моста через реку Амур, из Новокузнецка, в село приехали мостостроители. Село значительно выросло и уже в 1977 году насчитывало 398 хозяйств с населением 1191 человек. В январе построены: детский сад — ясли, почта, пошивочная мастерская, библиотека, дом культуры.
С октября 2007 года образован административно-культурный центр, где разместились: администрация села, сельский Дом культуры, библиотека, отделение связи, магазин. Здесь же находится опорный пункт милиции. С 2009 года — фельдшерско-акушерский пункт.
В августе 2010 года на берегу протоки Кривая установлен Поклонный крест, на месте которого в дальнейшем планируется построить церковь.
В настоящее время приоритетной деятельностью для жителей села является ведение личного подсобного хозяйства, индивидуальное жилищное строительство.

## Население
| 1992  | 2002  | 2010  | 2011  | 2012  | 2013  | 2014  |
| ----- | ----- | ----- | ----- | ----- | ----- | ----- |
| 1300  | ↗1349 | ↘1114 | ↗1123 | ↗1175 | ↘1168 | ↗1205 |
| 2015  | 2016  | 2017  | 2018  | 2019  | 2020  | 2021  |
| ↘1144 | ↘1124 | ↘1086 | ↘1084 | ↘1068 | ↘1060 | ↗1091 |

## Галерея

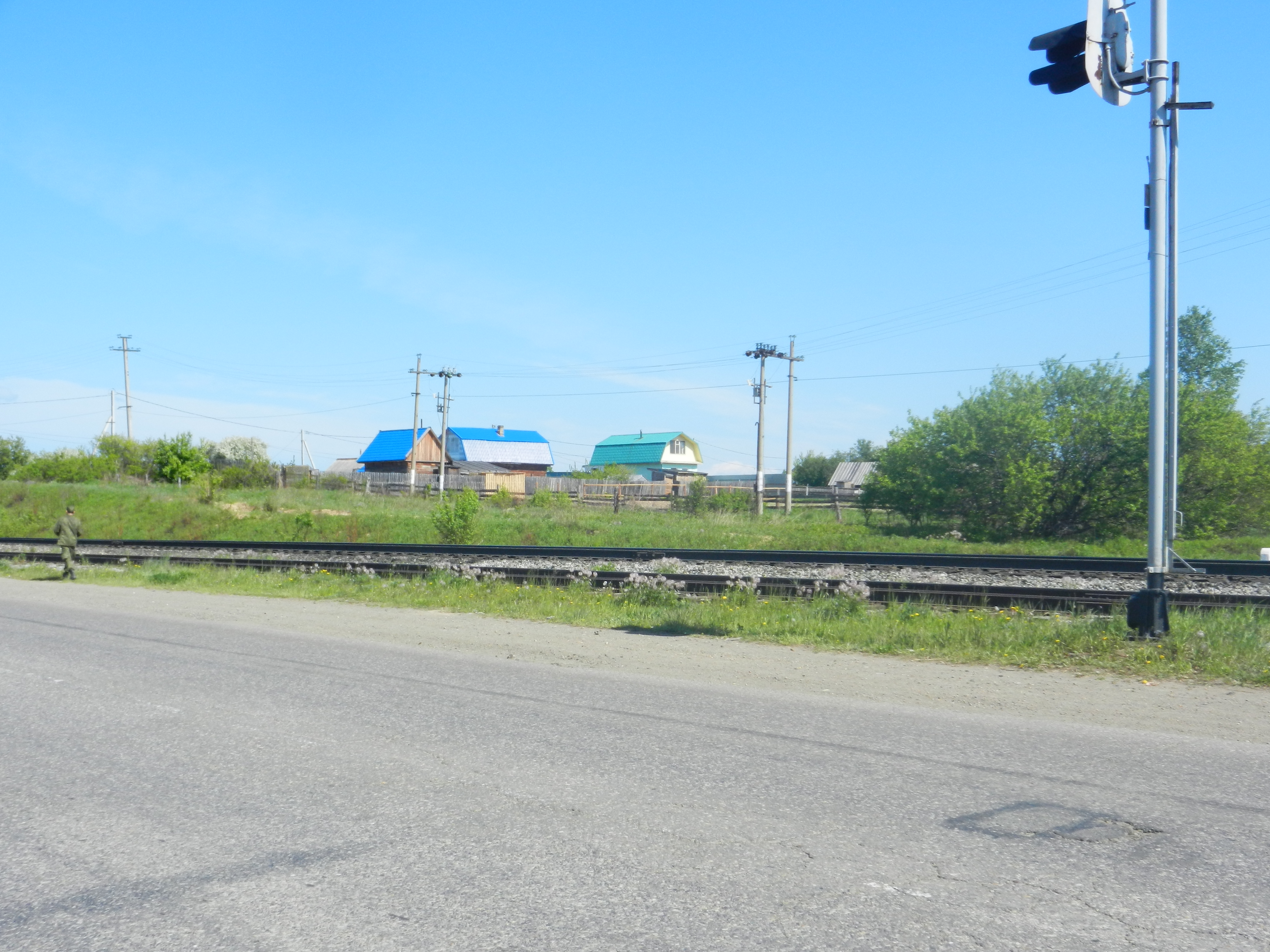
Вид с главной дороги
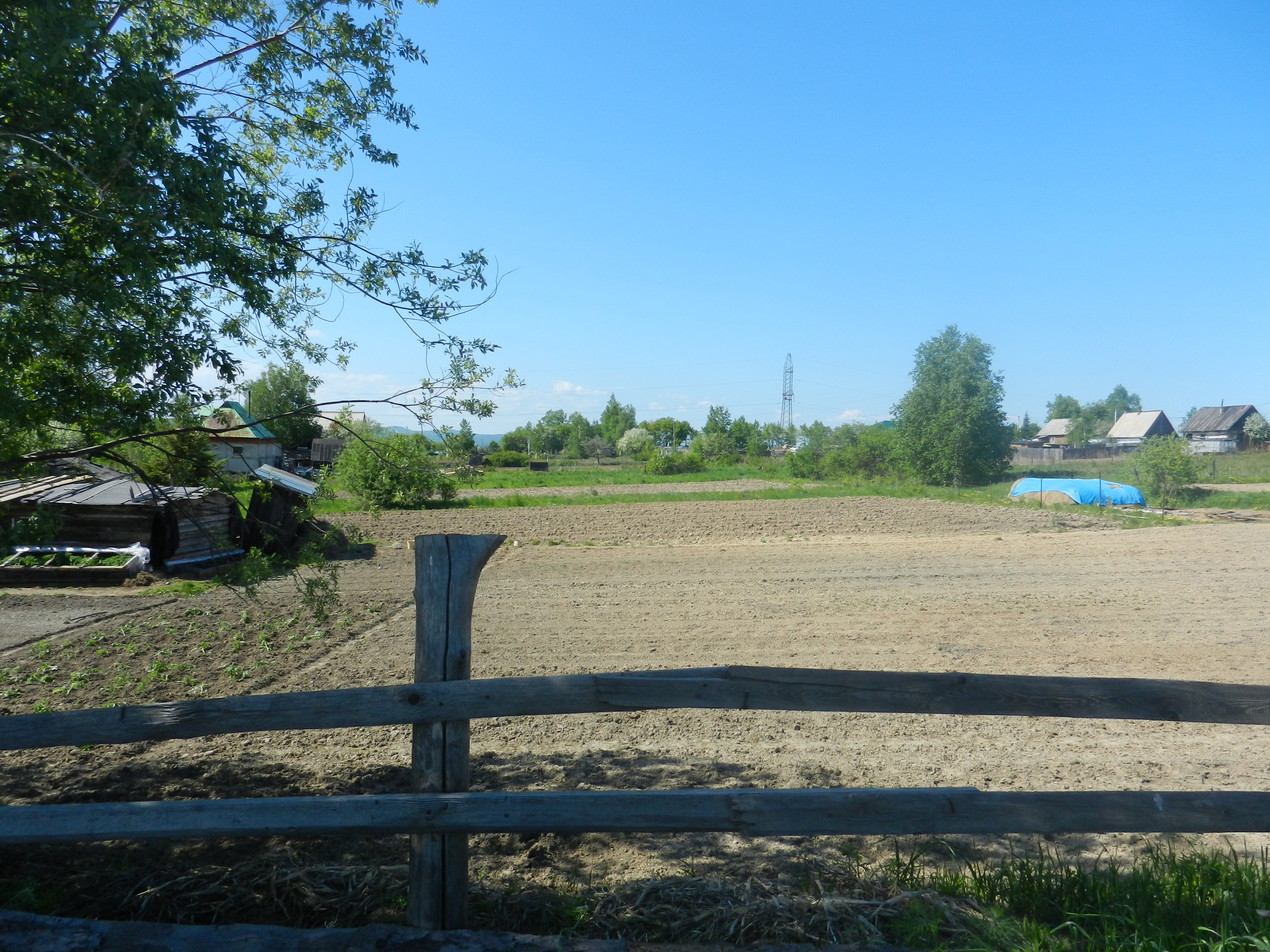
Приусадебные участки
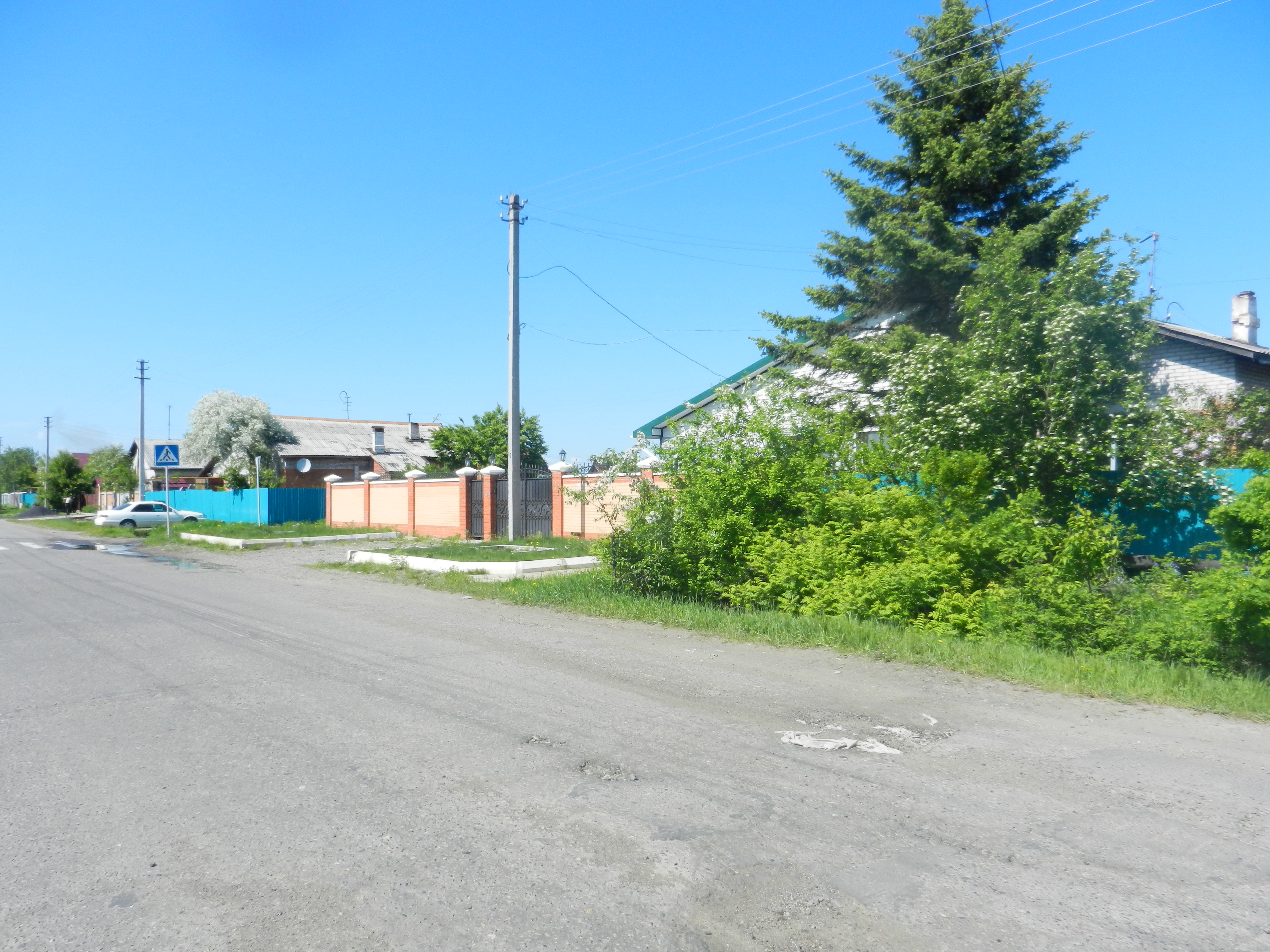
Главная улица
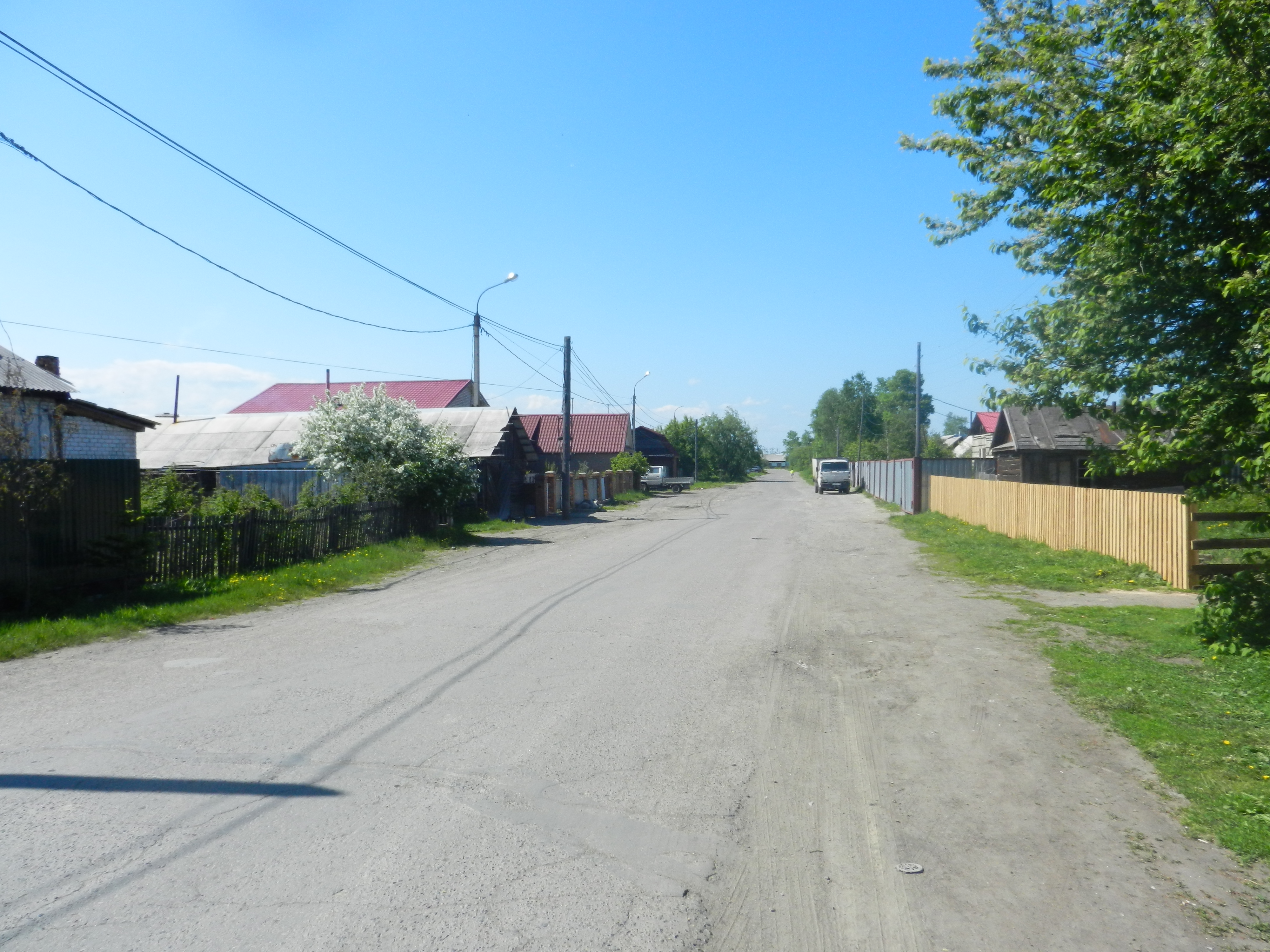
Береговая улица
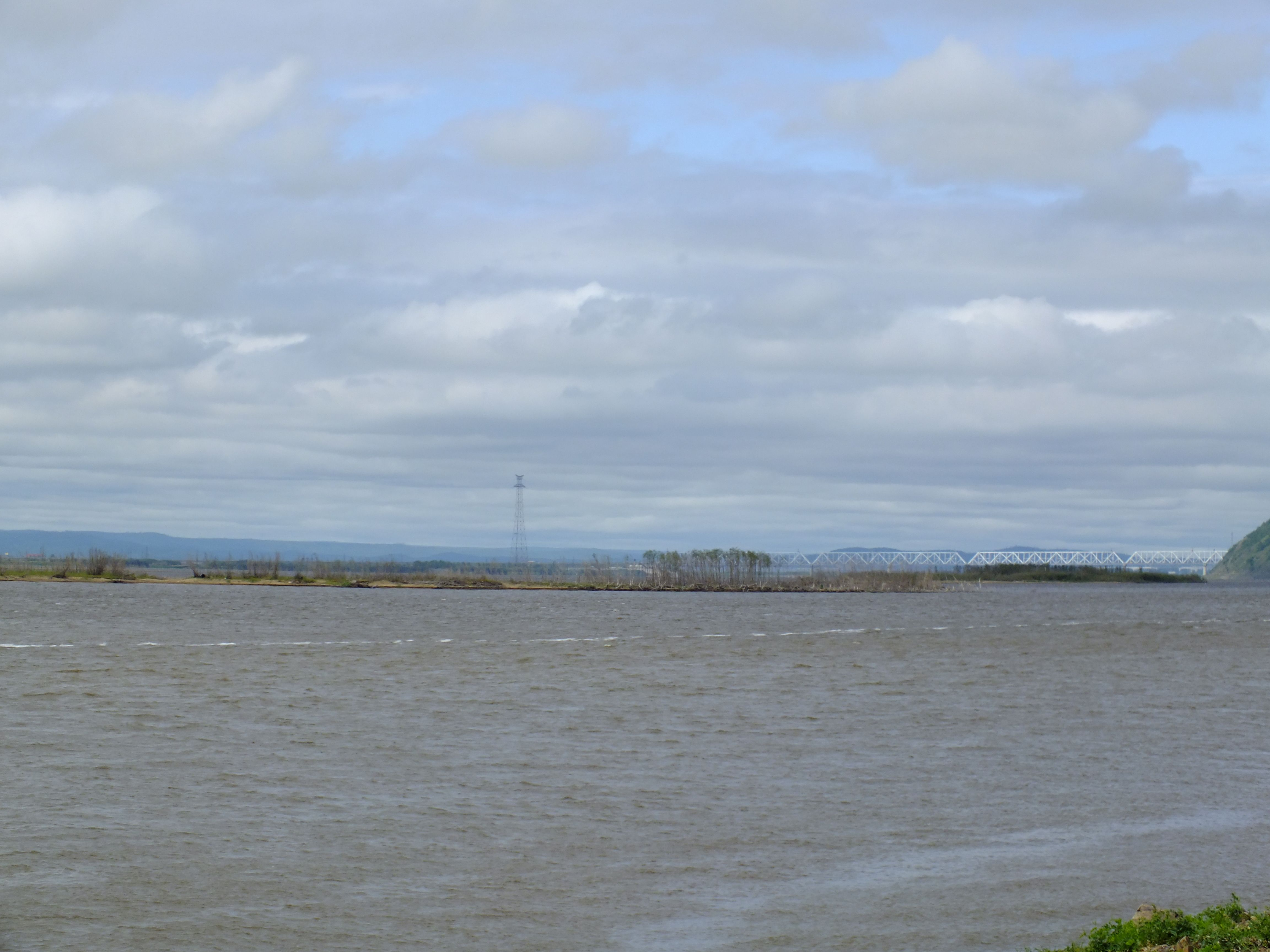
Вид на левый берег Амура и Комсомольский мост в окрестностях села Новый Мир